# Alianza FC
Alianza Fútbol Club, zkráceně Alianza FC, je salvadorský fotbalový klub z města San Salvador. 

## Úspěchy
- Salvadorská liga (14): 1965–66, 1966–67, 1986–87, 1989–90, 1993–94, 1996–97, Apertura 1998, Apertura 2001, Clausura 2004, Clausura 2011, Apertura 2015, Apertura 2017, Clausura 2018, Apertura 2019
- Pohár mistrů CONCACAF (1): 1967
- UNCAF Interclub Cup (1): 1997